# Elżbieta Rokosz
Elżbieta Maria Rokosz, wcześniej Rokosz-Piejko (ur. 27 marca 1967) – polska literaturoznawczyni, prorektor Uniwersytetu Rzeszowskiego w kadencji 2020–2024.

## Życiorys
W 1993 ukończyła filologię angielską na Uniwersytecie Marii Curie-Skłodowskiej, broniąc pracę magisterską In Search of One's Own Continuity: History and Heritage in the Works of Alice Walker. W 2001 doktoryzowała się na Uniwersytecie Śląskim w Katowicach w zakresie literaturoznawstwa, przedstawiając napisaną pod kierunkiem Tadeusza Rachwała dysertację Tożsamość kulturowa w etnicznych amerykańskich tekstach autobiograficznych. W 2016 habilitowała się tamże na podstawie dzieła Televised Classics. The British Classic Serial as a Distinctive Form of Literary Adaptation.
W latach 1993–2013 pracowała jako nauczycielka języka angielskiego w Nauczycielskim Kolegium Języków Obcych w Rzeszowie. W 2002 zaczęła pracować w Zakładzie Literaturoznawstwa i Kulturoznawstwa Instytutu Filologii Angielskiej Uniwersytetu Rzeszowskiego. W 2005 została zastępczynią dyrektora. Prorektor UR ds. studenckich kadencji 2020–2024.
Jej zainteresowania naukowe obejmują: literaturę i kulturę Stanów Zjednoczonych, zwłaszcza teksty autobiograficzne; literaturę afroamerykańską i postkolonialną; adaptacje filmowe i telewizyjne utworów literackich.
Członkini Polskiego Towarzystwa Studiów Amerykanistycznych (PTSA), Europejskiego Stowarzyszenia Studiów Amerykanistycznych (EAAS), Association of Adaptation Studies (AAS).

## Publikacje książkowe
- Elżbieta Rokosz-Piejko: "Hyphenated" identities : the issue of cultural identity in selected ethnic American autobiographical texts. Rzeszów: Wydawnictwo Uniwersytetu Rzeszowskiego, 2011, s. 109. ISBN 978-83-7338-649-5. (ang.).
- The highlights of American literature. Elżbieta Rokosz-Piejko, Barbara Niedziela (ed.). Rzeszów: Wydawnictwo Uniwersytetu Rzeszowskiego, 2012, s. 155. ISBN 978-83-7338-739-3. (ang.).
- Elżbieta Rokosz-Piejko: Televised classics : the British classic serial as distinctive form of literary adaptation. Rzeszów: Wydawnictwo Uniwersytetu Rzeszowskiego, 2015, s. 236. ISBN 978-83-7996-192-4. (ang.).
- Revolution, evolution and endurance in anglophone literature and culture. Elżbieta Rokosz-Piejko, Małgorzata Martynuska (ed.). Frankfurt am Main: Peter Lang, 2017, s. 271. ISBN 978-3-631-67624-0. (ang.).
- New developments in postcolonial studies. Elżbieta Rokosz-Piejko, Małgorzata Martynuska (ed.). Frankfurt am Main: Peter Lang, 2017, s. 232. ISBN 978-3-631-67549-6. (ang.).